# Sergei Alexandrowitsch Tschetweruchin
Sergei Alexandrowitsch Tschetweruchin (russisch Сергей Александрович Четверухин, * 12. Januar 1946 in Moskau) ist ein ehemaliger sowjetischer Eiskunstläufer, der im Einzellauf startete.
Der sechsfache sowjetische Meister wurde von 1971 bis 1973 dreimal Vizeeuropameister, 1972 und 1973 Vizeweltmeister und bei den Olympischen Spielen 1972 ebenfalls Silbermedaillengewinner. Er hatte dabei stets das Nachsehen hinter Ondrej Nepela.
Schon kurz vor Beendigung seiner aktiven Karriere arbeitete er als Trainer, sein erster Schüler war Wladimir Kowaljow. Seit 1990 lebt er in Kanada, wohin ihn Donald Jackson eingeladen hatte.

## Ergebnisse
| Wettbewerb / Jahr           | 1964 | 1965 | 1966 | 1967 | 1968 | 1969 | 1970 | 1971 | 1972 | 1973 |
| --------------------------- | ---- | ---- | ---- | ---- | ---- | ---- | ---- | ---- | ---- | ---- |
| Olympische Winterspiele     |      |      |      |      | 9.   |      |      |      | 2.   |      |
| Weltmeisterschaften         |      | 17.  |      | 13.  | 9.   | 8.   | 6.   | 3.   | 2.   | 2.   |
| Europameisterschaften       |      | 10.  | 12.  | 5.   | 5.   | 3.   | 4.   | 2.   | 2.   | 2.   |
| Sowjetische Meisterschaften | 2.   | 3.   |      | 1.   | 1.   | 1.   | 1.   | 1.   |      | 1.   |